# 김상문 (축구인)
김상문(金相文, 1967년 4월 8일 ~ )은 대한민국의 전직 축구 선수 및 현직 축구 지도자이다.

## 클럽 경력
유공에서 선수생활을 시작했으나 1995년 후기리그 때 차상해와의 맞트레이드를 통해 대우 유니폼을 입었고 1998년 시즌 뒤 손현준과의 맞트레이드로 안양 LG 유니폼을 입었지만 결국 다음 해 시즌 전 은퇴했다.

## 지도자 경력
2015년부터 2016년까지 FC 서울의 U-18팀인 오산고등학교 축구부의 감독으로 재직하였다. 